# Calvisia fessa
Calvisia fessa är en insektsart som beskrevs av Ludwig Redtenbacher 1908. Calvisia fessa ingår i släktet Calvisia och familjen Diapheromeridae. Inga underarter finns listade.